# Жонатан Зебіна
Жоната́н Зебіна́ (фр. Jonathan Zebina, нар. 19 липня 1978, Париж) — французький футболіст, який грав на позиції захисника.
Насамперед відомий виступами за клуби «Рома» та «Ювентус», має в активі виступи за національну збірну Франції.
Чемпіон Італії. Володар Суперкубка Італії з футболу.

## Клубна кар'єра
Народився 19 липня 1978 року в місті Парижі. Вихованець футбольної школи клубу «Канн». Дорослу футбольну кар'єру розпочав 1996 року в основній команді того ж клубу, в якій провів два сезони, взявши участь у 27 матчах чемпіонату.
Протягом 1998–2000 років захищав кольори команди клубу «Кальярі».
Своєю грою за останню команду привернув увагу представників тренерського штабу клубу «Рома», до складу якого приєднався 2000 року. Відіграв за «вовків» наступні чотири сезони своєї ігрової кар'єри. Більшість часу, проведеного у складі «Роми», був основним гравцем захисту команди. За цей час виборов титул чемпіона Італії, ставав володарем Суперкубка Італії з футболу.
2004 року уклав контракт з клубом «Ювентус», у складі якого провів наступні шість років своєї кар'єри гравця.
Згодом з 2010 по 2012 рік грав у складі команд клубів «Брешія» та «Брест».
До складу клубу «Тулуза» приєднався 2012 року. Наразі встиг відіграти за команду з Тулузи 1 матч в національному чемпіонаті.

## Виступи за збірну
2005 року провів одну офіційну гру в складі національної збірної Франції, вийшовши на поле у товариському матчі проти збірної Швеції. Відтоді до лав національної команди не залучався.
| Дата       | Місто    | Господарі | Результат | Гості  | Турнір           | Голи | Примітки |
| ---------- | -------- | --------- | --------- | ------ | ---------------- | ---- | -------- |
| 09/02/2005 | Сен-Дені | Франція   | 1 – 1     | Швеція | товариський матч | -    |          |
| Усього     |          | Матчів    | 1         |        | Голів            | 0    |          |

## Титули і досягнення
- Чемпіон Італії (1):

«Рома»: 2000-01
- Володар Суперкубка Італії з футболу (1):

«Рома»: 2001